# Rossia 303

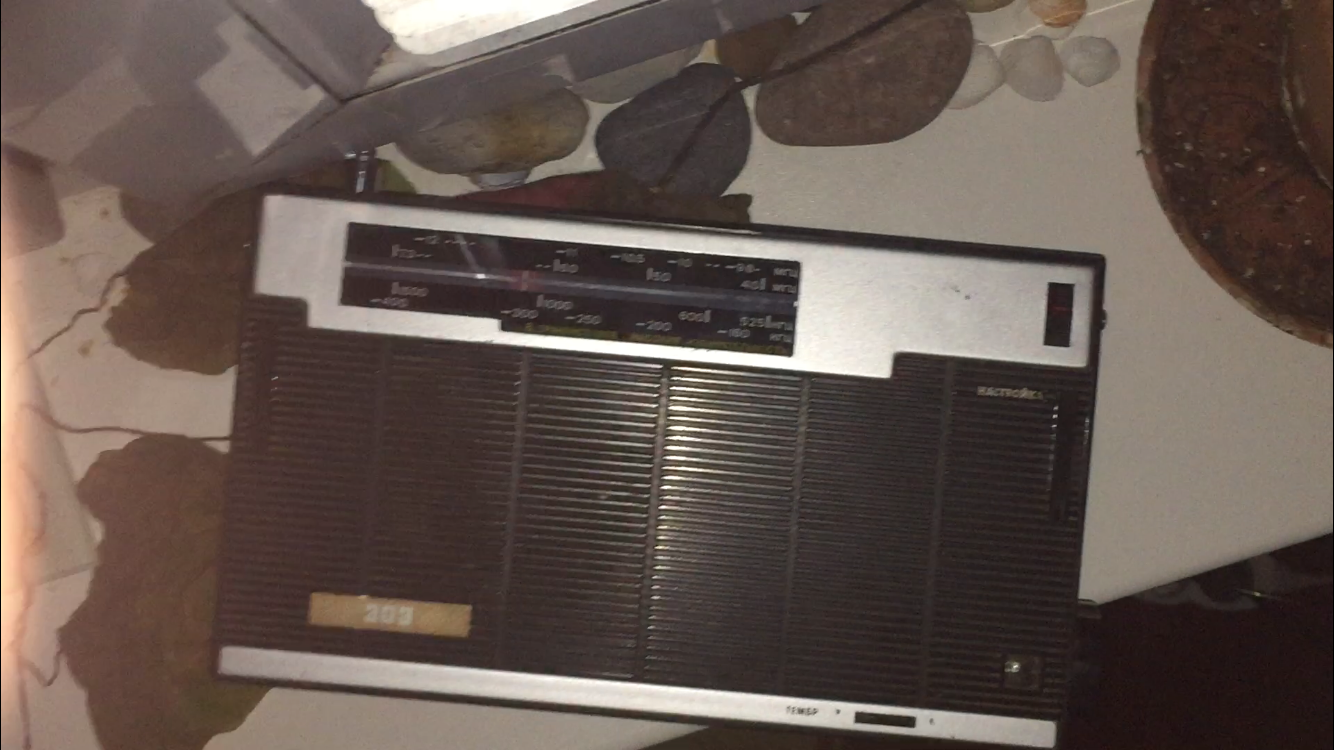
Rossia 303

Rossia 303 (neboli POCCUR 303 nebo POCCNR 303) je přenosné tranzistorové rádio sovětské výroby, vyráběné v 80. letech a ujrčené pro přijem na AM pásmech. Rádio může být napájeno ze 4 tužkových baterií, případně z jedné 9V baterie.

## Ovládání
Rádio lze zapnout pomocí kolečka vlevo, toto kolečko ovládá i hlasitost. Měnit pásmo lze pomocí kolečka na pravém boku přijímače v tomto pořadí: DV, SV, KV2, KV1, naladěné pásmo se zobrazuje pod sklíčkem vpravo dole (AB = DV, CB = SV, K2 = KV2, K1 = KV1). Ladit lze pomocí kolečka vpravo a na KV pásmech lze dolaďovat stanice pomocí kolečka vpravo nahoře. Rádio má prutovou anténu, kterou je možné vytáhnout zhruba až do 51 cm. Tónová clona se ovládá pomocí posuvníku vpravo dole. Zvukový výstup je možné zapojit na levém boku přijímače do otvoru se znakem T.